# Hamburger Sprechwerk

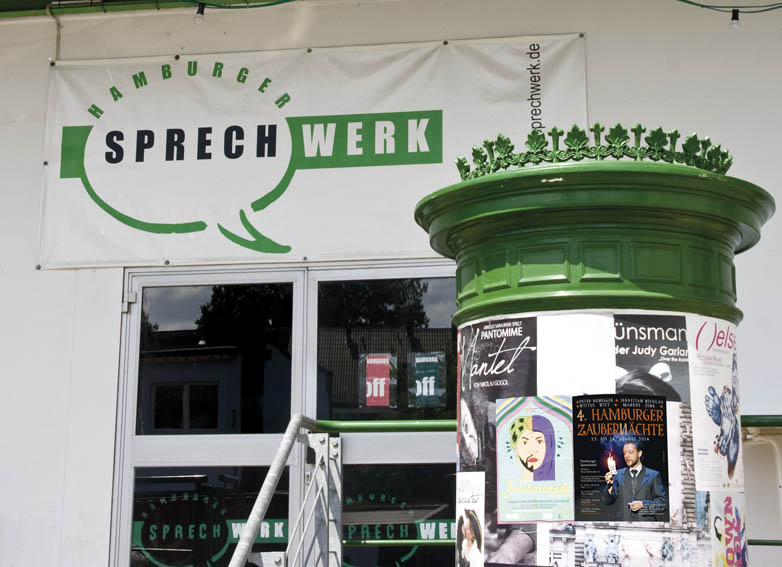
Das Hamburger Sprechwerk

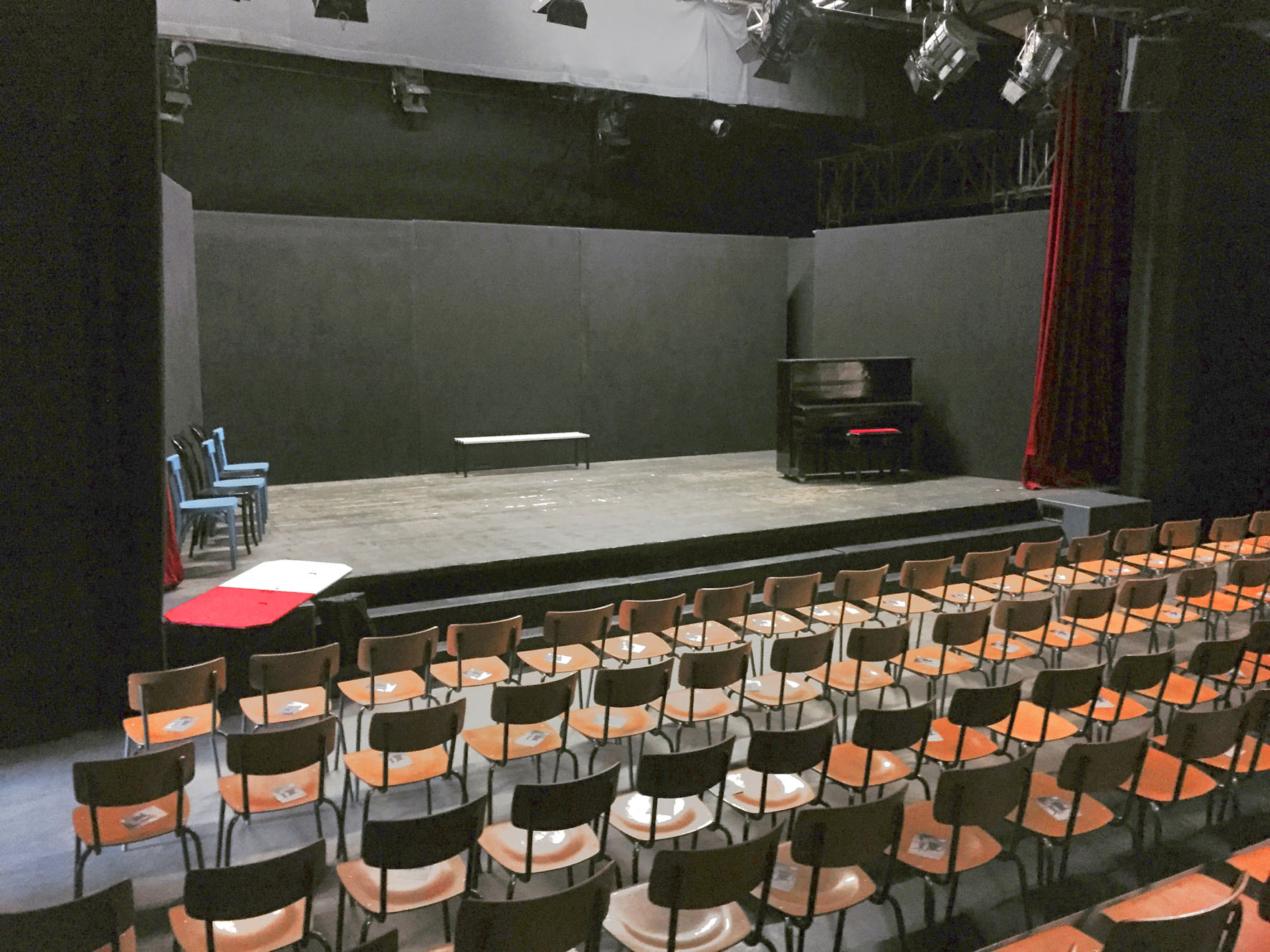
Saal und Bühne des Hamburger Sprechwerks

Das Hamburger Sprechwerk ist eine von Andreas Lübbers 2003 gegründete freie Theaterproduktion. Anfangs spielte sie unter anderem in den Deichtorhallen. Seit 2004 ist sie eine feste Spielstätte in einer ehemaligen Speditionshalle im Hamburger Stadtteil Borgfelde.
Das Hamburger Sprechwerk gehört zu den Off-Theatern Hamburgs und wird von der Kulturbehörde Hamburg gefördert. Aktuelle Intendantin ist die Schauspielerin und Kulturmanagerin Konstanze Ullmer. Das Hamburger Sprechwerk gehört der Gruppe HAMBURG off an, in der Theater, die eine geringe oder keine staatliche Förderung erhalten, zusammengeschlossen sind.
Die Bühne ist mit ihren Maßen von 10,50 m Tiefe × 15 m Breite eine der größten Spielstätten der Hamburger Off-Theater. Der Saal fasst bis zu 150 Plätze.

## Programm
Das Theater bietet ein vielfältiges Bühnenprogramm: Von Performance über zeitgenössischen Tanz, Kindertanz, Komödien, klassische Dramen, Musik-Kabarett, Konzerte sowie Abschlussarbeiten der Hamburger Tanz- und Schauspielschulen als auch Aufführungen von Jugendclubs anderer Spielstätten (z. B.Thalia Jung&mehr mit Alina Gregor). Zu den vielen Gastspielen gehören oftmals bekannte Schauspielerinnen und Schauspieler (z. B. Theresa Berlage, Maria Hartmann oder Gustav Peter Wöhler), Kabarettistinnen und Kabarettisten (z. B. Martin Fromme oder Piero Masztalerz), Tänzerinnen und Tänzer (z. B. Christa Krings oder Marco Merenda) sowie unterschiedliche Performance- und Kunstkollektive (z. B. The Current Dance Collective, Chorosom oder MadL).

## Bedeutende Inszenierungen (Auswahl)
- 2005: Hure – Die nackte Wahrheit über die Gier, in einer Inszenierung von Isabelle McEwen, nach dem Roman von Nelly Arcan[15],
- 2005: Nach dem Regen, Komödie von Sergi Bebel[16],
- 2007: Bollywood-Show[17],
- 2007: Bouvard & Pecuchet, nachdem Roman von Gustave Flaubert[18],
- 2007: Die Geschichte des Hip-Hop in der Reihe Stomping On The Blues[19],
- 2010: Tropfen auf heiße Steine, Drama von Rainer Werner Fassbinder[20],
- 2010: Interkulturelles Festival Hamburg, im Sprechwerk: tänzerische Existenzperformance mit Hélène Harmat[21],
- 2010: Ein Abend mit Tommy Krappweis[22],
- 2013: Vergil und Augustus, Extrakt aus Hermann Brochs Roman Der Tod des Vergil mit Mathieu Carrière unter der Regie von Lydia Spiekermann[23],
- 2014: 1984 – Ein Alptraum[24],
- 2021: Der nackte Wahnsinn unter der Regie von Konstanze Ullmer[25],
- 2022: The Fun in Fungus unter der Regie von Anton Pleva.[26]

### Aus dem Spielplan
- 2008: Der Gartenzaun (Schauspiel) unter der Autorenschaft und Regie von Ian Thomson,
- 2008: Stille Rebellen (UA-Premiere, Schauspiel) unter der Autorenschaft und Regie von Andreas Lübbers,
- 2009: Der Mann des Zufalls, (Schauspiel) von Yasmina Reza unter der Regie von Peter Kaizar,
- 2010: Das rasante Leben der Judy Garland (Musiktheater) von Birgit Lünsmann unter der Regie von Alvaro Solar,
- 2010: Warten auf Clanton (Schauspiel) von Huug van't Hoff und Ella Marouche unter der Regie von Konstanze Ullmer,
- 2013: Ein Winter unterm Tisch (Schauspiel) von Roland Topor unter der Regie von Hans-Peter Kurr,
- 2013: Mighty Oaks (Konzert),
- 2014: Die Zuckerschweine (Improtheater),
- 2014. Von der Lust am Marionettentheater (Puppentheater-Komödie für Erwachsene) von Heike Klockmeier unter der Regie von Dietmar Staskowiak,
- 2014: Nilah (UA-Premiere, Schauspiel) unter der Autorenschaft und Regie von Denise Stellmann,
- Seit 2014 werden im Hamburger Sprechwerk die Hamburger Zaubernächte veranstaltet,
- 2023: Adressiert Euch! – (K)ein German Holocaustkitsch (UA-Premiere, dokumentarisches Theater) mit und unter der Regie von Alexander Limmer und Kai Müller,
- 2023: Frnknstn (Schauspiel) von Mary Shelley unter der Regie von Volker Schmitt.